# Монто (Верхняя Сона)
Монто́ (фр. Montot) — коммуна во Франции, находится в регионе Франш-Конте. Департамент — Верхняя Сона. Входит в состав кантона Дампьер-сюр-Салон. Округ коммуны — Везуль.
Код INSEE коммуны — 70368.

## География
Коммуна расположена приблизительно в 290 км к юго-востоку от Парижа, в 50 км северо-западнее Безансона, в 45 км к западу от Везуля.
На севере коммуны протекает река Салон.

## Население
Население коммуны на 2010 год составляло 126 человек.
| 1962 | 1968 | 1975 | 1982 | 1990 | 1999 | 2010 |
| ---- | ---- | ---- | ---- | ---- | ---- | ---- |
| 134  | 111  | 110  | 119  | 105  | 99   | 126  |

## Экономика
В 2010 году среди 72 человек трудоспособного возраста (15—64 лет) 56 были экономически активными, 16 — неактивными (показатель активности — 77,8 %, в 1999 году было 66,7 %). Из 56 активных жителей работали 47 человек (30 мужчин и 17 женщин), безработными было 9 (5 мужчин и 4 женщины). Среди 16 неактивных 6 человек были учениками или студентами, 5 — пенсионерами, 5 были неактивными по другим причинам.

## Достопримечательности
- Мост через реку Салон (1765 год). Исторический памятник с 1978 года[3]